# 越後交通ED400形電気機関車
越後交通ED400形電気機関車（えちごこうつうED400がたでんききかんしゃ）は、越後交通が1967年（昭和42年）に新製した直流用電気機関車である。
以下、本項ではED400形電気機関車を「本形式」と記す。

## 概要
越後交通が同社長岡線において貨物列車牽引に充当する目的で、1両（ED400形ED401号機）を東洋工機（車体部分）・東洋電機製造（電装品）へ新製発注し、1967年（昭和42年）10月に竣功した。
前後車端部にデッキを設けた箱形車体を備える自重40tの「D形電機」である。
丸みを帯びた全溶接構造の車体は、相模鉄道が発注したED10形や、三岐鉄道が発注したED45形など、1940年代末から1960年代後半にかけて東洋工機において新製された電気機関車各形式と共通するデザインを備える。ただし、本形式は東洋工機製の電気機関車の中では比較的後期に落成したことから、車体裾部の丸みが省略されて直線形状となっており、また後述の通り本形式の装着する台車は本来電車用に設計された旧型台車であるため、車体部分の大きさに比して軌条（レール）面からの床面高さが低く、若干アンバランスな外観を呈している点が特徴である。
なお、本形式が新製された後の越後交通における車両増備は、全て他事業者からの譲渡車両によって賄われたため、本形式は越後交通における最後の自社発注車両となった。

## 車体
車体中央部を主要機器を搭載する機器室とし、前後妻面に運転台およびデッキを備える全長13,000mmの全鋼製箱形構体を備える。乗務員扉は前後妻面にのみ設けられ、乗務員はデッキを経由して乗降する構造となっている。妻面左右の前面窓には大型の庇が設置され、前照灯は白熱灯式のものを埋め込み形ケースを介して妻面上部中央に前後各1灯装備し、後部標識灯は車体側の腰板下部左右に1灯ずつ装備した。
側面見付は両端乗務員室部分に大型の水切りを窓上に備える開閉可能窓を設置し、機器室部分にはHゴム支持の固定窓・開閉可能窓・開閉可能窓・Hゴム支持の固定窓、以上4枚の側窓をほぼ等間隔で配したほか、大型の通風口を腰板部に2箇所設置した。

## 主要機器
制御装置は電空単位スイッチ式で、抵抗制御および直並列2段組合せ制御によって速度制御を行う。
主電動機および台車は中古品を流用、主電動機は東洋電機製造が鉄道院デハ63100形電車の新製に際して鉄道院へ納入したTDK-502S-Aを搭載し、台車は鉄道省制式のTR25 (DT12) を称するペンシルバニア形軸ばね式台車を装着する。
ただし、この台車は固定軸間距離2,450mm、動輪径910mmを公称し、固定軸間距離2,500mmが標準であった国鉄向け台車と仕様が一致しない。
また、TDK-502S-A主電動機は本形式への搭載に際して端子電圧750V時定格出力115kWの主電動機として扱われた。駆動方式は一段歯車減速式吊り掛け駆動、歯車比は3.24 (68:21)、定格速度は36.4km/h、定格牽引力は4,420kgfである。
これら主要機器の仕様および性能特性はED310形電気機関車（西武鉄道より譲り受けた元E31形E31・初代）と同一であり、同形式とは総括重連運用が可能であった。

## 運用
導入当初より長岡線における貨物輸送の主力機として運用された。本形式よりも牽引力に優れるED5100形電気機関車（長野電鉄より譲受）の導入後も、主に同形式の検査入場時にED310形と重連を組成して重量貨物列車の牽引に充当された。
本形式は1995年（平成6年）4月1日の同社長岡線全線廃止まで在籍し、同日付で廃車・解体処分された。